# Karbovanec' ucraino
Il karbovanec' (in ucraino: Карбованець, karbovanec’, traslitterato anche come karbovanets, karbovanez, karbowaniec ecc.; plurale карбованці (karbovanci) e карбованців (karbovanciv), dal verbo ucraino karbuvaty, "stampare") fu la valuta in Ucraina durante tre periodi diversi. Questo nome era anche utilizzato in ucraino per il rublo sovietico. Inizialmente il tasso di cambio col rublo sovietico era pari ad 1 rublo per 1 karbovanec' fino al 1992, con l'indipendenza dell'Ucraina dall'URSS e la dissoluzione di quest'ultima.

## Storia

### Primo karbovanec'
Durante la breve indipendenza della repubblica popolare ucraina dal 1917 al 1920, l'Ucraina emise valuta secondo un sistema di 100 shah = 1 grivnia; 2 grivnie = 1 karbovanec'. Il karbovanec' era equivalente al rublo russo.

### Secondo karbovanec' (1942-1944)
Durante l'occupazione nazista dell'Ucraina nella seconda guerra mondiale, il governo occupante tedesco Reichskommissariat Ukraine emise banconote in "karbowanez". Furono introdotte nel giugno del 1942 nei tagli da 1 a 500 karbovanec'; le banconote avevano colori scuri, erano scritte in tedesco e recavano una scritta in lingua ucraina: "la falsificazione è punita con l'imprigionamento". Le banconote raffiguravano una ragazza, un contadino, un minatore e un comandante unitamente ai simboli nazisti, fingendo in tal modo di essere una valuta popolare.
Le banconote furono sostituite dal rublo sovietico alla pari e rimasero in circolazione dal 1942 al 1944.

### Terzo karbovanec' (1992-1996)
Nel novembre del 1990, nel periodo del collasso dell'economia pianificata sovietica, la RSS Ucraina introdusse dei tagliandi, distribuiti alla popolazione ucraina. Questi buoni erano necessari in aggiunta al rublo sovietico per acquistare merce essenziale.
Dal 10 gennaio 1992 i karbovanec' ucraini sostituirono il rublo sovietico alla pari, con codice ISO 4217 UAK. Le banconote erano emesse nei tagli da 1, 3, 5, 10, 25, 50, e 100 karbovanec'. Tutte le banconote del 1991 avevano le stesse figure, con Lybid, la sorella dei fondatori di Kiev sul fronte e la Cattedrale di Santa Sofia a Kiev sul retro. Nel 1992 furono introdotte banconote da 100, 200, 500 e 1.000 karbovanec', che erano più difficili da contraffare. Nel 1993 si aggiunsero anche i tagli da 2.000 e 5.000, che furono i primi a raffigurare lo stemma dell'Ucraina. Nello stesso anno furono introdotte banconote da 10.000, 20.000, 50.000, 100.000, più grandi di dimensioni, che raffiguravano il monumento di Vladimir sul fronte e l'Opera di Kiev sul retro. Nel 1994 furono stampate banconote da 200.000 e 500.000 karbovanec' e nel 1995 quelle da 1.000.000.
Il karbovanec', soggetto a una fortissima inflazione, fu sostituito dalla grivnia nel 1996 al cambio di 100.000 karbovanec' = 1 grivnia. Quando la nuova valuta fu introdotta nel 1996, fu istituito un periodo di 15 giorni (dal 2 al 16 settembre) durante il quale avrebbero potuto circolare entrambe le valute. L'uso dei karbovanec' per tutti i tipi di pagamento fu sospeso completamente dopo il mese di settembre 1996.

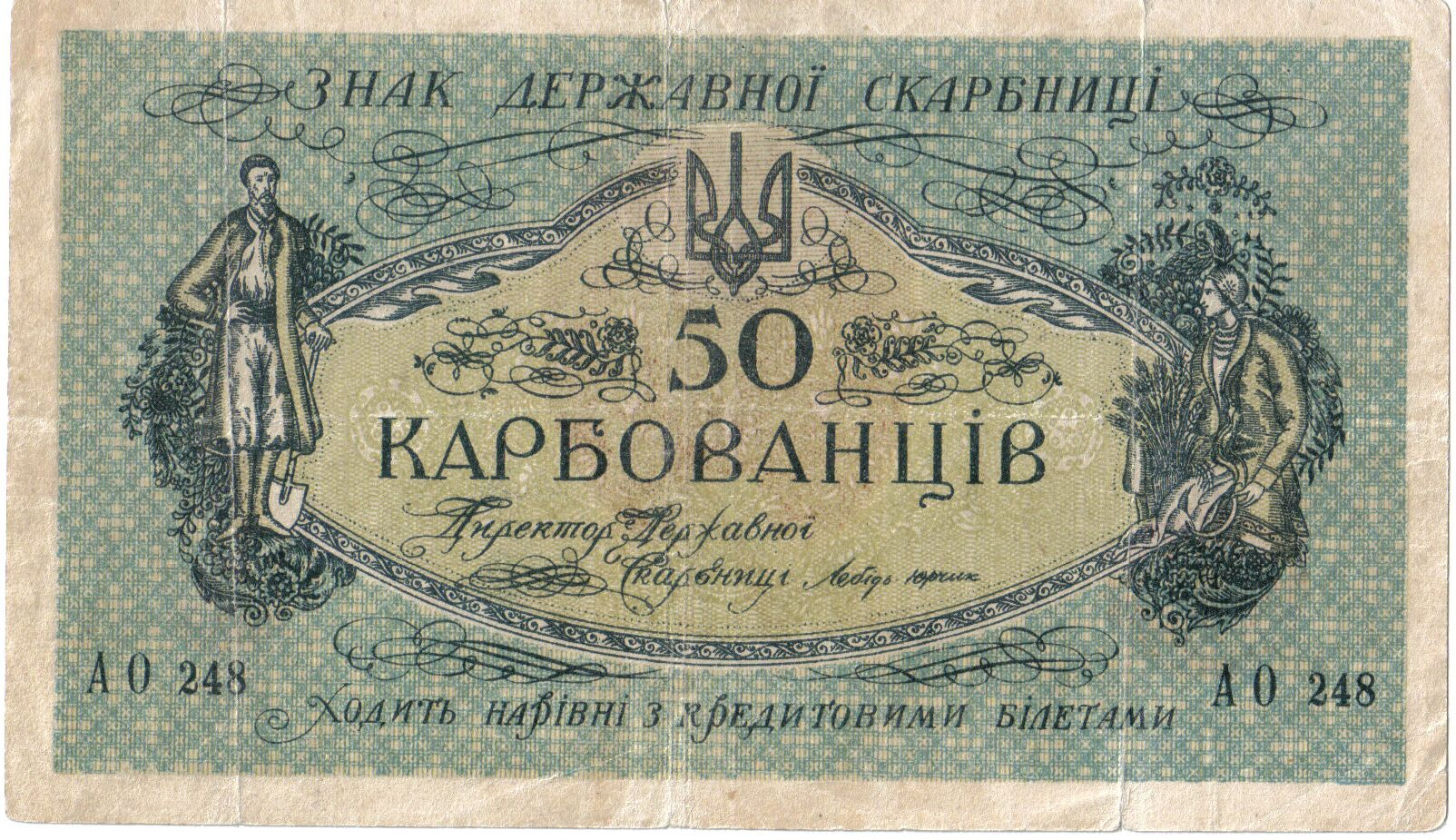
Banconota da 50K della repubblica popolare ucraina, 1918.
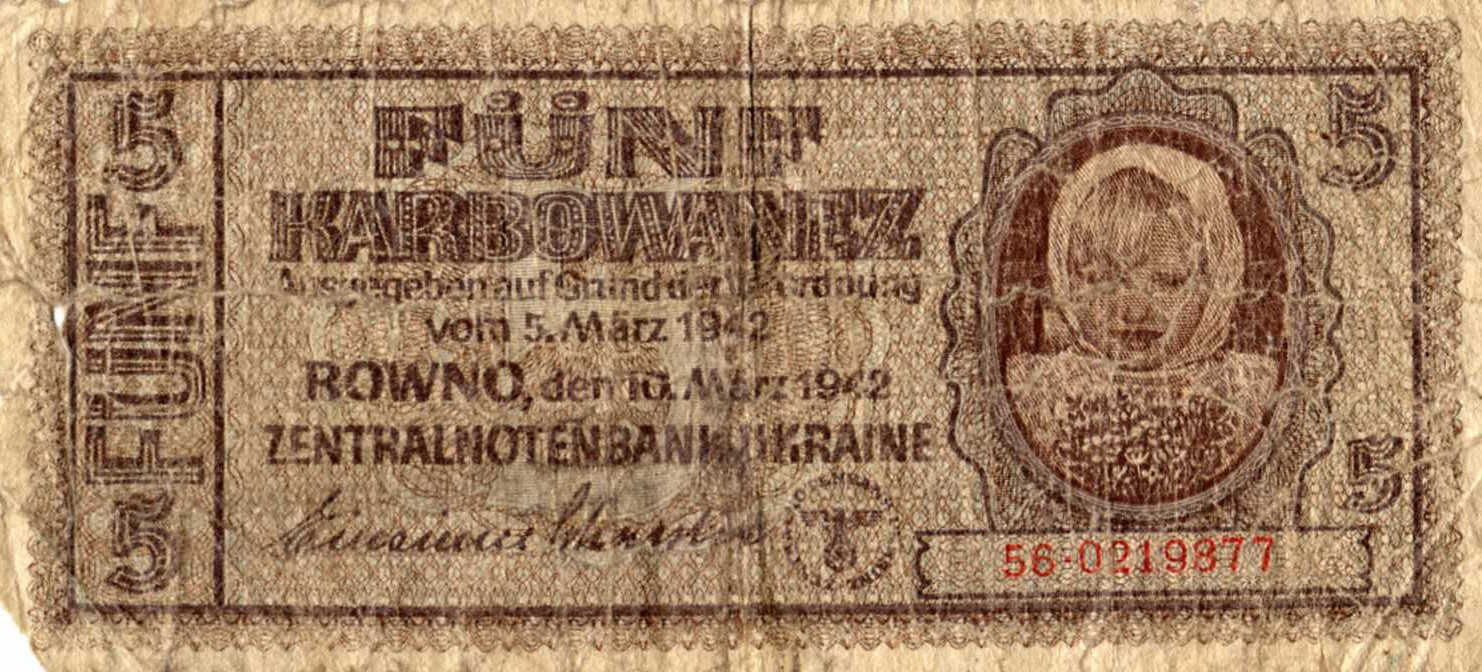
Banconota da 5K dell'occupazione nazista durante la seconda guerra mondiale, 1942
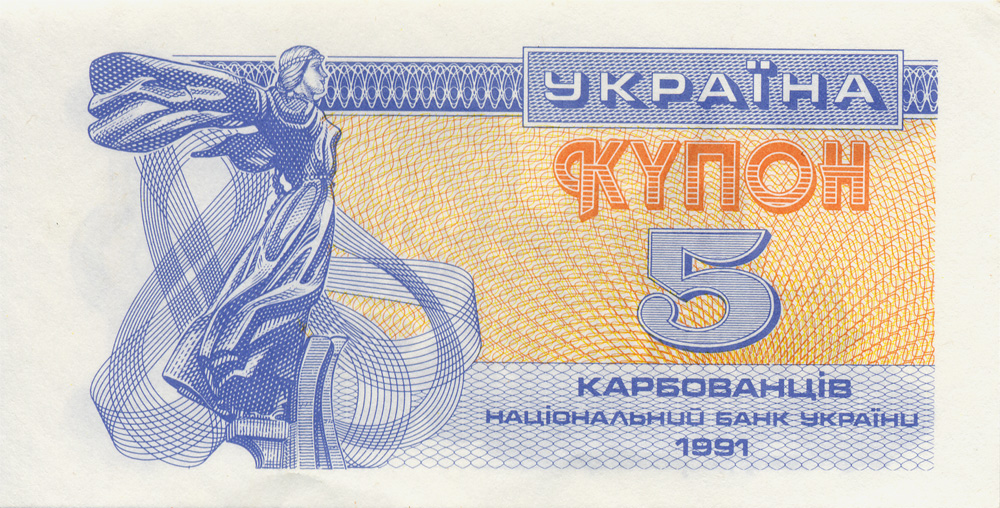
5K che raffigurano Lybid, mitica fondatrice di Kiev. 1991
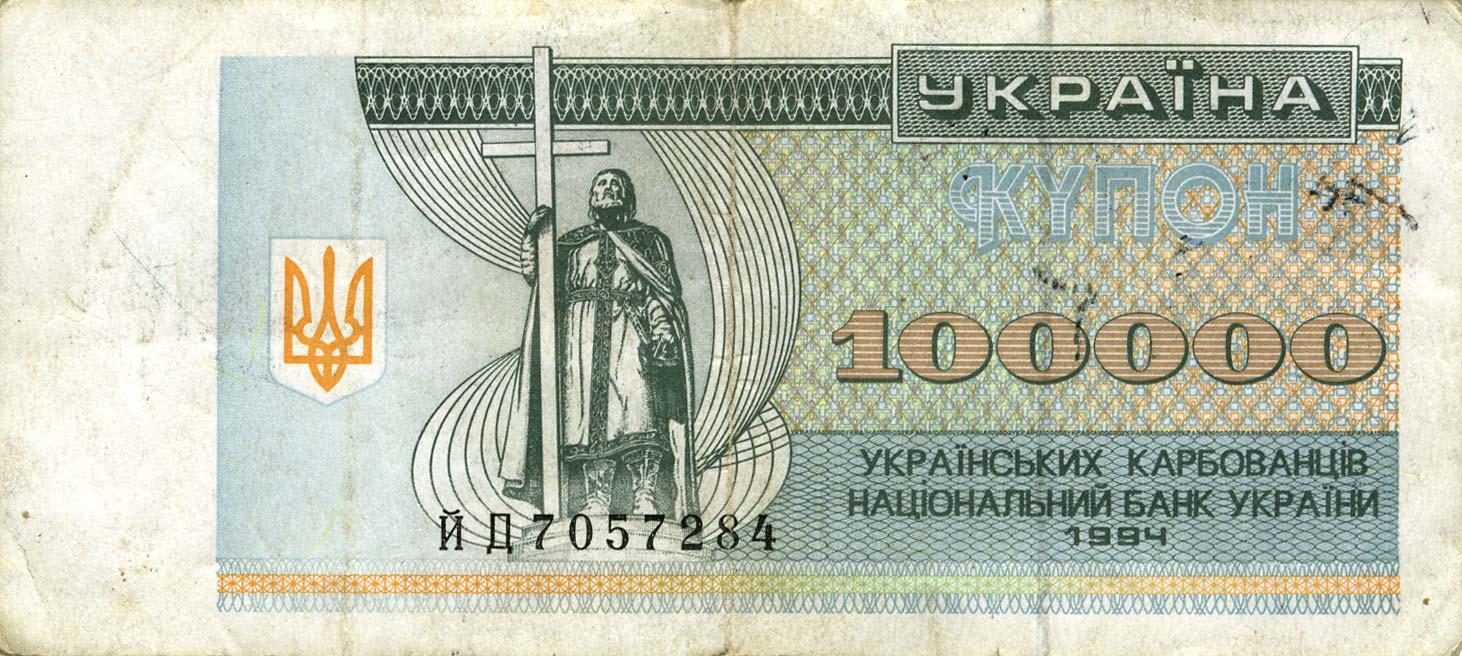
100.000 K (raffiguranti la statua di Vladimiro il Grande, principe di Kiev). 1994.